# Hetman Sahaidatschnyj
Die Hetman Sahaidatschnyj (Kennung: F130, ukrainisch Гетьман Сагайдачний) war eine Fregatte des Projekts 1135.1 und das Flaggschiff der ukrainischen Marine.
Benannt war die Hetman Sahaidatschnyj nach Petro Konaschewytsch-Sahaidatschnyj, dem Hetman der Saporoger Kosaken. Ihr Heimathafen war bis März 2014 die ukrainische Marinebasis in Sewastopol auf der Halbinsel Krim am Schwarzen Meer und danach der Hafen Odessa. Im Zuge des russischen Überfalls auf die Ukraine 2022 ging sie im Hafen von Mykolajiw durch Selbstversenkung unter.

## Technik
Für ausführliche Angaben siehe den Artikel zur Schiffsklasse: → Kriwak-Klasse

## Reichweite
Die Reichweite der Fregatte betrug bei einer Geschwindigkeit von 30 kn 1700 Kilometer (900 sm) und bei 14 kn 6500 Kilometer (3500 sm).

## Geschichte

### Bau
Die Bauwerft der Hetman Sahaidatschnyj war die Werft 532 (Bucht) in Kertsch im Osten der Krim in der heutigen Ukraine. Sie war das achte Schiff der Schiffsklasse. Die Kiellegung fand am 5. Oktober 1990, der Stapellauf am 29. März 1992 und die Indienststellung am 2. April 1993 statt. Das Schiff sollte ursprünglich unter dem Namen Kirow (Залив) den Grenztruppen der UdSSR überstellt werden, jedoch wurde nach dem Zusammenbruch der Sowjetunion am 4. Juli 1993 offiziell die Flagge der ukrainischen Marine gehisst.

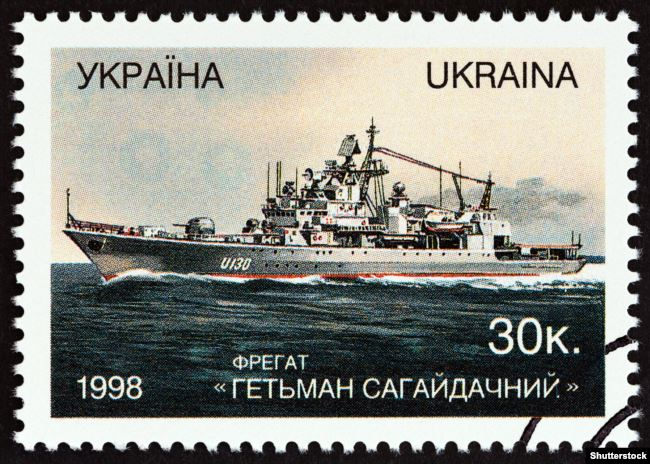
Die Hetman Sahaidatschnyj auf einer Briefmarke der Ukraine

### Werftaufenthalte
Vom 15. November 2006 bis zum 16. November 2007 wurde die Hetman Sahaidatschnyj in Mykolajiw größeren Wartungsarbeiten unterzogen, deren Kosten sich auf etwa 15 Millionen Hrywnja beliefen. Vom 22. August 2012 bis zum 21. Dezember 2012 fand eine geplante Wartung in einer Werft in Sewastopol statt, um die Fregatte unter anderem auf den bevorstehenden Einsatz am Horn von Afrika vorzubereiten.

### Einsätze
Im Jahr 1994 fuhr die Fregatte an die französische Kanalküste, um an der Gedenkfeier des 50. Jahrestages der Landung der Alliierten in der Normandie teilzunehmen. Im darauf folgenden Jahr fuhr das Schiff zur IDEX-95, einer Rüstungsindustriemesse in Abu Dhabi. 1996 hatte die Hetman Sahaidatschnyj ihren ersten Einsatz im Pazifik, darauf folgte, zusammen mit der Kostjantyn Olschanskyj, ein offizieller Besuch in Norfolk in den Vereinigten Staaten.
Vom 18. bis 23. Juni 2004 nahm die Fregatte an der NATO-Marineübung Cooperative Partner 2004 vor der Schwarzmeerküste Bulgariens teil. Im Jahr 2008 war das Schiff für drei Monate an der NATO-Operation Active Endeavour im Mittelmeer beteiligt.

#### 2014
Vom 24. September 2013 bis 5. Januar 2014 nahm die Fregatte im Rahmen der NATO-Operation Ocean Shield an der Bekämpfung der Piraterie im Golf von Aden teil. Dazu wurden Spezialeinsatzkräfte und ein Kamow-Ka-27-Hubschrauber an Bord genommen. Danach beteiligte sich die Fregatte an der Operation Atalanta der Europäischen Union. Auf dem Rückweg von Somalia nach Sewastopol durchfuhr die Fregatte am 26. Februar 2014 den Suezkanal Richtung Mittelmeer.
Verschiedene Medien meldeten, dass sich das Schiff auf dem Rückweg von seinem Einsatz am Horn von Afrika Anfang März 2014 unter das Kommando der russischen Schwarzmeerflotte gestellt habe. Der ukrainische Konteradmiral Andrij Tarasow dementierte diese Meldung, die sich als falsch erwies. Am 4. März 2014 machte die Fregatte auf Kreta fest und fuhr danach nicht, wie ursprünglich geplant, in ihren von der russischen Marine blockierten Heimathafen Sewastopol, sondern nach Odessa. Dort wurde sie am 6. März mit militärischen Ehren empfangen.
Vom 14. bis 21. März 2014 soll die Fregatte unter ihrem Kapitän Roman Pyatnytsky auf Patrouillenfahrt im Schwarzen Meer gewesen und nach Angaben des ukrainischen Verteidigungsministeriums vier Militärschiffe und zwei Mi-35-Hubschrauber der russischen Schwarzmeerflotte vom Versuch abgehalten haben, die ukrainische Seegrenze zu verletzen. Am 21. März soll sie in den Hafen Odessa zurückgekehrt sein.

#### 2016
Im Frühjahr 2016 nahm die Fregatte, zusammen mit der Balta (U811), an einer gemeinsamen Militärübung mit der türkischen Marine im Marmarameer teil. Im Rahmen dieses Einsatzes wurden der ukrainischen Marine verschiedene Materialien überlassen, mit der das Schiff im März 2016 in seinen Heimathafen zurückkehrte.

### Verbleib
Die Fregatte ging vor dem oder am 3. März 2022 im Hafen von Mykolajiw, wo Instandhaltungsmaßnahmen am Schiff stattgefunden hatten, teilweise unter. Wahrscheinlich wurde sie im Zuge des russischen Überfalls auf die Ukraine von ihrer Besatzung versenkt, um zu verhindern, dass sie in feindliche Hände gerät.